# Фонтан Фахда
Фонтан Фахда — фонтан, построенный в 1983 году неподалёку от административного дворцового здания города Джидда (Саудовская Аравия). Фонтан Фахда изначально представлял собой струю воды, бившую вверх на высоту 120 метров. После постройки фонтана власти приняли решение перестроить фонтан,  чтобы он стал самым высоким в мире. Заново фонтан запустили в 1985 году. Новая механика выбрасывала воду на 260 метров.

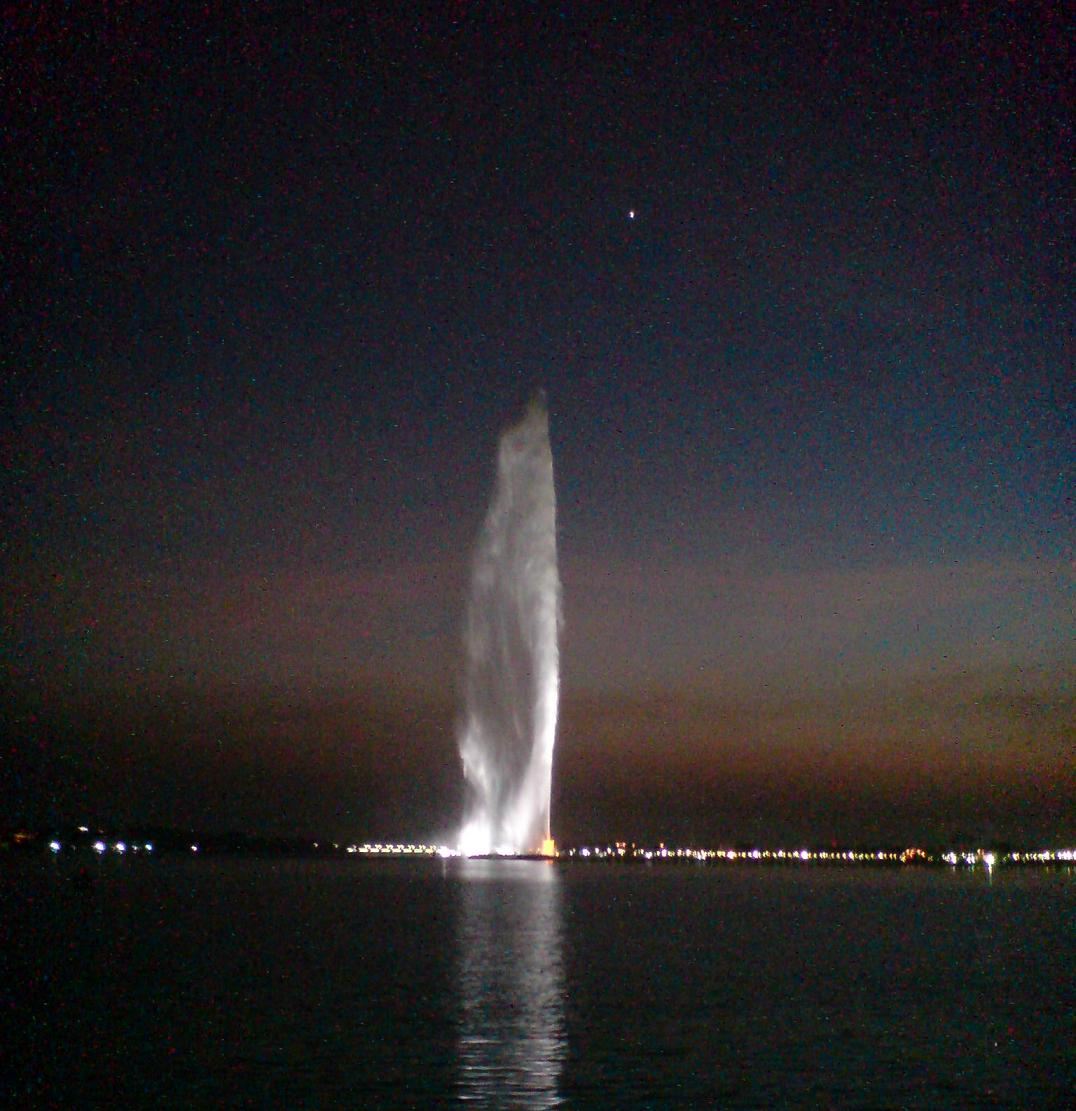
Фонтан ночью

Поскольку постройка фонтана пришлась на правление короля Саудовской Аравии Фахда ибн Абдель Азиз Аль Сауда, поэтому фонтан нередко называют фонтаном короля Фахда. Иногда просто фонтаном Джидды.
Общая масса воды, которая постоянно висит над фонтаном, составляет примерно 18,8 тонны.
Через несколько лет эксплуатации было установлено, что стальные трубы фонтана очень сильно страдают от коррозии. В конце 1987 года была установлена анодная защита, предотвращавшая разрушение металла.